# Blake Edwards

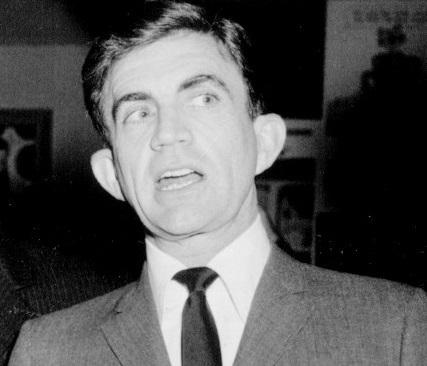
Blake Edwards, 1966

Blake Edwards (eigentlich William Blake Crump; * 26. Juli 1922 in Tulsa; † 15. Dezember 2010 in Santa Monica) war ein US-amerikanischer Filmregisseur und -produzent, Schauspieler und Drehbuchautor. Berühmt wurde er mit turbulenten Komödien, die sich durch zahlreiche Gags und Pointen auszeichneten. 2004 erhielt er den Oscar für sein Lebenswerk. International bekannt wurde er vor allem durch die Spielfilme der Pink-Panther-Reihe, zumeist mit Peter Sellers in der Hauptrolle, und den Klassiker Frühstück bei Tiffany mit Audrey Hepburn.

## Leben und Wirken

### Karriere
Edwards begann 1942 zunächst als Schauspieler. Seine Auftritte beschränkten sich jedoch auf kleine Nebenrollen, bis auf wenige Ausnahmen wurde er im Abspann namentlich nicht einmal erwähnt. So entschied er sich dafür, als Drehbuchautor und Regisseur tätig zu werden. Erstmals Regie führte er 1954 bei Folgen der Fernsehshow Four Star Playhouse.
Sein erster großer Erfolg war der 1959 veröffentlichte Film Unternehmen Petticoat mit Cary Grant und Tony Curtis in den Hauptrollen. Im Jahr darauf folgte der mit zwei Oscars ausgezeichnete spätere Klassiker Frühstück bei Tiffany, der Audrey Hepburns Image als Modeikone der 1960er Jahre zementierte.
Es folgte mit Die Tage des Weines und der Rosen ausnahmsweise mal keine Komödie. Für das Drama erhielten Jack Lemmon und Lee Remick jeweils eine Oscar-Nominierung als beste Hauptdarsteller. 1963 drehte Edwards den ersten Film aus der Pink-Panther-Reihe, die ihn berühmt machen sollte.
Ende der 1960er Jahre folgte die Komödie Der Partyschreck mit seinem Lieblings-Schauspieler Peter Sellers.
Bei den meisten seiner Filme war er als Co-Autor am Drehbuch beteiligt. Für mehrere Filme arbeitete er mit dem Autor William Peter Blatty zusammen, dieser verfasste die Drehbücher zu Ein Schuß im Dunkeln und Gunn.

### Edwards und Mancini
Bereits Mitte der fünfziger Jahre lernte Blake Edwards über dessen Gemahlin Ginny den Komponisten Henry Mancini kennen und schätzen. Die beiden Männer entwickelten eine enge Freundschaft, die bis zu Mancinis Tod im Jahr 1994 andauern sollte. Edwards beauftragte seinen Freund auch regelmäßig mit den Soundtracks für seine Filme, und die gemeinsamen Projekte waren für beide Seiten überaus erfolgreich. So entstanden für die Filme von Edwards Klassiker wie Moon River, das Lied The Days of Wine and Roses zu dem gleichnamigen Film und natürlich die bekannte Titelmelodie zu den Pink-Panther-Filmen. Das Team Edwards/Mancini arbeitete zuletzt an der Broadwayfassung des Musicals Victor/Victoria. Doch Henry Mancini erlebte die Weltpremiere nicht mehr, er starb während der Proben.

### Arbeitsweise
Da Edwards zu den meisten seiner Filme das Drehbuch selbst schrieb und auch Regie führte, hatte er großen Einfluss auf die Entwicklung seiner Projekte.
Wie viele seiner Kollegen hatte der Regisseur eine feste Gruppe von Schauspielern, die immer wieder am Set auftauchten; in seinem Falle waren es vor allem Familienangehörige und enge Freunde. So setzte er seine zweite Ehefrau Julie Andrews nicht weniger als sieben Mal als Hauptdarstellerin ein, auch seine Kinder und Stiefkinder hatten immer wieder Nebenrollen in den Filmen ihres Vaters.
Ein Beispiel für eine dieser Familienproduktionen ist der Film That’s Life!. Hier verkörperten Andrews und Jack Lemmon die Eltern, und Jennifer und Geoffrey Edwards zusammen mit Chris Lemmon die Kinder der Familie. Auch Lemmons Ehefrau Felicia Farr hatte eine Nebenrolle, und die Dreharbeiten fanden teilweise auf dem Anwesen der Familie Edwards in Los Angeles statt.

## Privatleben
Blake Edwards wurde in eine Familie von Filmschaffenden hineingeboren. Sein Großvater war Regisseur, sein Vater Regieassistent und Produktionsleiter. So war er bereits früh mit dem Filmgeschäft in Kontakt gekommen.
Edwards war in erster Ehe, von 1953 bis zur Scheidung im Jahr 1967, mit der Schauspielerin Patricia Walker verheiratet. Aus dieser Ehe stammen zwei leibliche Kinder, Jennifer und Geoffrey, die ebenfalls im Showgeschäft tätig sind. 1969 heiratete Edwards mit Julie Andrews erneut eine Schauspielerin. Das Paar adoptierte zwei Kinder aus Vietnam und lebte bis zu Edwards’ Tod zusammen. Andrews brachte aus erster Ehe zudem ihre Tochter Emma Walton mit in die Familie.
Die Familie hat einen Wohnsitz in der Schweiz und einen in Los Angeles.

## Auszeichnungen (Auswahl)
1983 wurde Blake Edwards für seinen Film Victor/Victoria mit dem César für den besten ausländischen Film ausgezeichnet. Jedoch erhielt er 1989 auch eine Goldene Himbeere in der Kategorie Schlechtester Regisseur für Sunset – Dämmerung in Hollywood. In Anerkennung seines Wirkens als Produzent, Regisseur und Drehbuchautor wurde er 2004 mit dem Ehrenoscar (Honorary Award) für sein Lebenswerk ausgezeichnet. Für seine Verdienste im Filmgeschäft erhielt er außerdem einen Stern auf dem Hollywood Walk of Fame.

## Filmografie
- 1942: 10 Leutnants von West-Point (Ten Gentlemen from West Point) (als Schauspieler)
- 1945: What Next, Corporal Hargrove? (als Schauspieler)
- 1946: Morgen und alle Tage (From This Day Forward) (als Schauspieler)
- 1946: Der Würger im Nebel (Strangler of the Swamp) (als Schauspieler)
- 1948: Der Rächer von Texas (Panhandle) (als Drehbuchautor, Produzent und Schauspieler)
- 1949: Weiße Banditen (Stampede) (Drehbuchautor und Schauspieler)
- 1954: The Atomic Kid
- 1955: My Sister Eileen
- 1955: Bring Your Smile Along
- 1956: He Laughed Last
- 1957: Mister Cory
- 1958–1961: Peter Gunn (Fernsehserie)
- 1958: Urlaubsschein nach Paris (The Perfect Furlough)
- 1959: Unternehmen Petticoat (Operation Petticoat)
- 1960: Der Spätzünder (High Time)
- 1961: Frühstück bei Tiffany (Breakfast at Tiffany’s)
- 1962: Der letzte Zug (Experiment in terror)
- 1962: Die Tage des Weines und der Rosen (Days of Wine and Roses)
- 1963: Der rosarote Panther (The Pink Panther)
- 1964: Ein Schuß im Dunkeln (A Shot in the Dark)
- 1965: Das große Rennen rund um die Welt (The Great Race)
- 1966: Was hast du denn im Krieg gemacht, Pappi? (What Did You Do in the War, Daddy?)
- 1967: Gunn
- 1968: Der Partyschreck (The Party)
- 1970: Darling Lili
- 1971: Missouri (Wild Rovers)
- 1972: Der Mörder im weißen Mantel (The Carey Treatment)
- 1974: Die Frucht des Tropenbaumes (The Tamarind Seed)
- 1975: Der rosarote Panther kehrt zurück (The Return of the Pink Panther)
- 1976: Inspektor Clouseau, der „beste“ Mann bei Interpol (The Pink Panther Strikes Again)
- 1978: Inspektor Clouseau – Der irre Flic mit dem heißen Blick (Revenge of the Pink Panther)
- 1979: Zehn – Die Traumfrau (Ten)
- 1981: S.O.B. – Hollywoods letzter Heuler (S.O.B.)
- 1982: Victor/Victoria
- 1982: Der rosarote Panther wird gejagt (Trail of the Pink Panther)
- 1983: Der Fluch des rosaroten Panthers (Curse of the Pink Panther)
- 1983: Frauen waren sein Hobby (The Man Who Loved Women)
- 1984: City Heat – Der Bulle und der Schnüffler (City Heat) (nur Drehbuch)
- 1984: Micki & Maude
- 1986: Ärger, nichts als Ärger (A Fine Mess)
- 1986: That’s Life! So ist das Leben (That’s Life!)
- 1987: Blind Date – Verabredung mit einer Unbekannten (Blind Date)
- 1988: Sunset – Dämmerung in Hollywood (Sunset)
- 1988: Justin Case
- 1989: Peter Gunn, Privatdetektiv (Peter Gunn, Fernsehfilm)
- 1989: Skin Deep – Männer haben’s auch nicht leicht (Skin Deep)
- 1991: Switch – Die Frau im Manne (Switch)
- 1993: Der Sohn des rosaroten Panthers (Son of the Pink Panther)